# High-definition video
High-definition video (afgekort hd-video of HDV) is een videonorm voor beeld met een hoge resolutie. Dit videoformaat is het meest gebruikt in semiprofessionele en consumenten videocamera's. 

## Beeldformaat
HDV is afgeleid van de huidige hd-tv-standaarden die een reeks aan beeldformaten definiëren:
- 720p25: 1280x720 met vierkante pixels, 25 frames per seconde progressive.
- 720i50: 1280x720 met vierkante pixels, 50 velden per seconde interlaced.

- 1080p25: 1920x1080 met vierkante pixels. 25 frames per seconde zonder interlacing.
- 1080i50: 1920x1080 met vierkante pixels, 50 velden per seconden interlaced.

Deze twee formaten worden in Europa en Australië gebruikt en zijn afgeleid van het Europese PAL-formaat.
Analoog aan de Europese HDV-formaten zijn de Amerikaanse formaten (voor de VS en Japan) gedefinieerd.
- 720p30: 1280x720 met vierkante pixels, 30 frames per seconde progressive.
- 720i60: 1280x720 met vierkante pixels, 60 velden per seconde interlaced.

- 1080p30: 1920x1080 met vierkante pixels. 30 per seconde zonder interlacing.
- 1080i60: 1920x1080 met vierkante pixels, 60 velden per seconden interlaced.

Deze zijn afgeleid van het Amerikaanse NTSC-televisieformaat.
Verder zijn door verschillende fabrikanten, waaronder JVC, eigen formaten gedefinieerd voor het bewerken van film. JVC heeft een 720-lijnen formaat met 24 frames per seconde, terwijl de nieuwere prosumer-camera's van Canon, zoals de XH-A1, in 1080 lijnen met 24 frames per seconde op kan nemen, wat telecine overbodig maakt.

## Codering en compressie
Veel HDV-camcorders zijn voorzien van 3 CCD's en gebruiken intern een chroma subsampling van 4:2:2. HDV zelf definieert echter alleen een 4:2:0 chroma formaat.
De codering van HDV gebeurt in MPEG-2 met een gemiddelde bitrate van 20 megabit per seconde. De compressieverhouding ligt hoger dan DV25. Audio wordt gecomprimeerd in MPEG-1 Layer 2 op 384 kilobit per seconde.

## Camera's
HDV vindt tot op heden vooral zijn insteek op de markt van de consument en de amateur-filmmakers. 

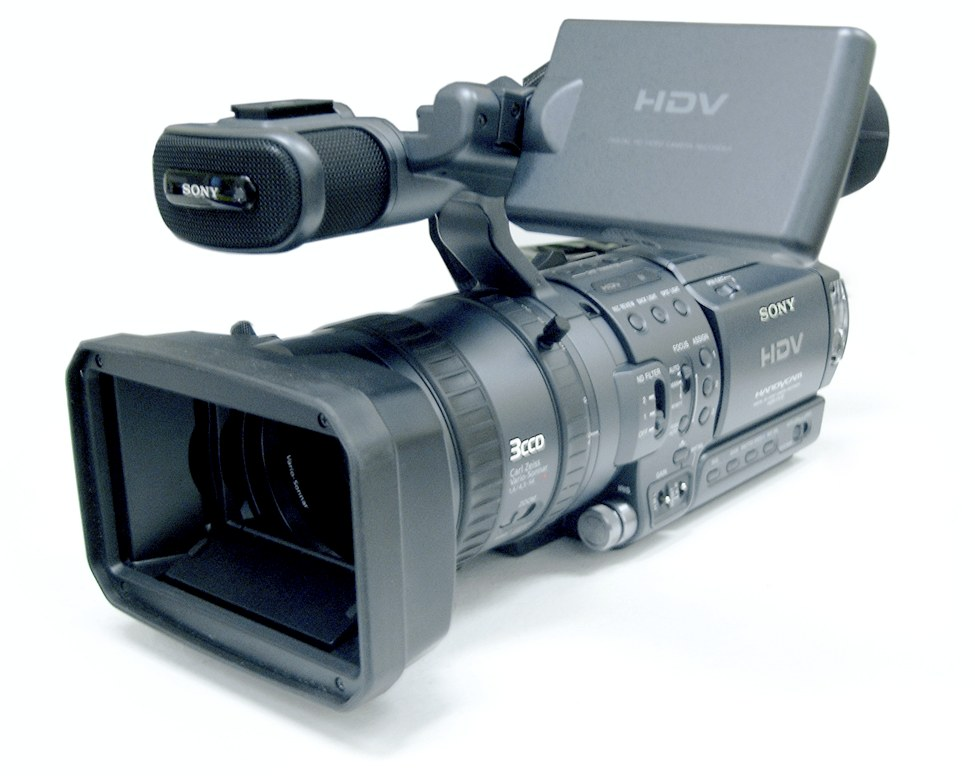
Sony HD-FX1
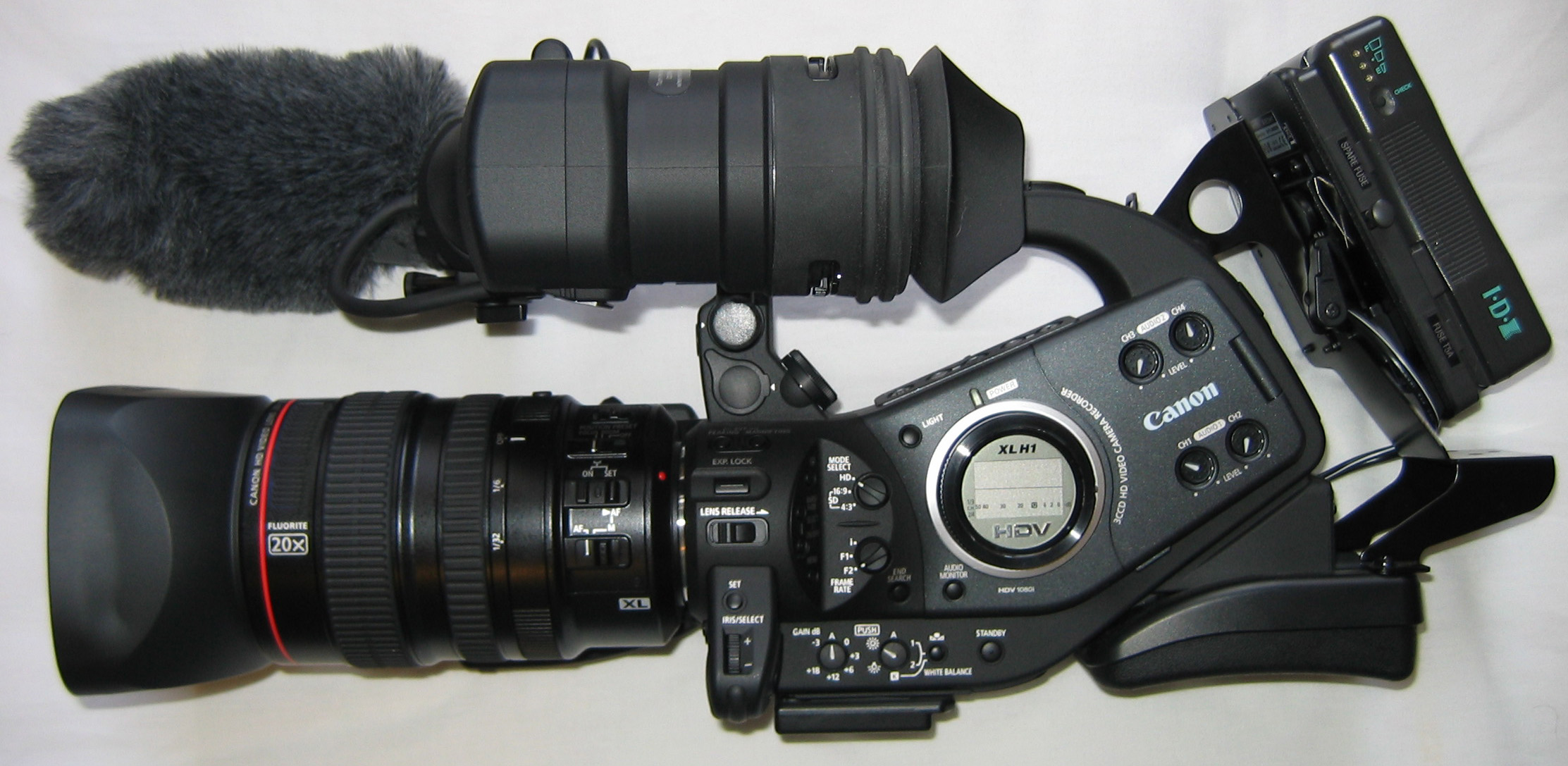
Canon XL-HD1
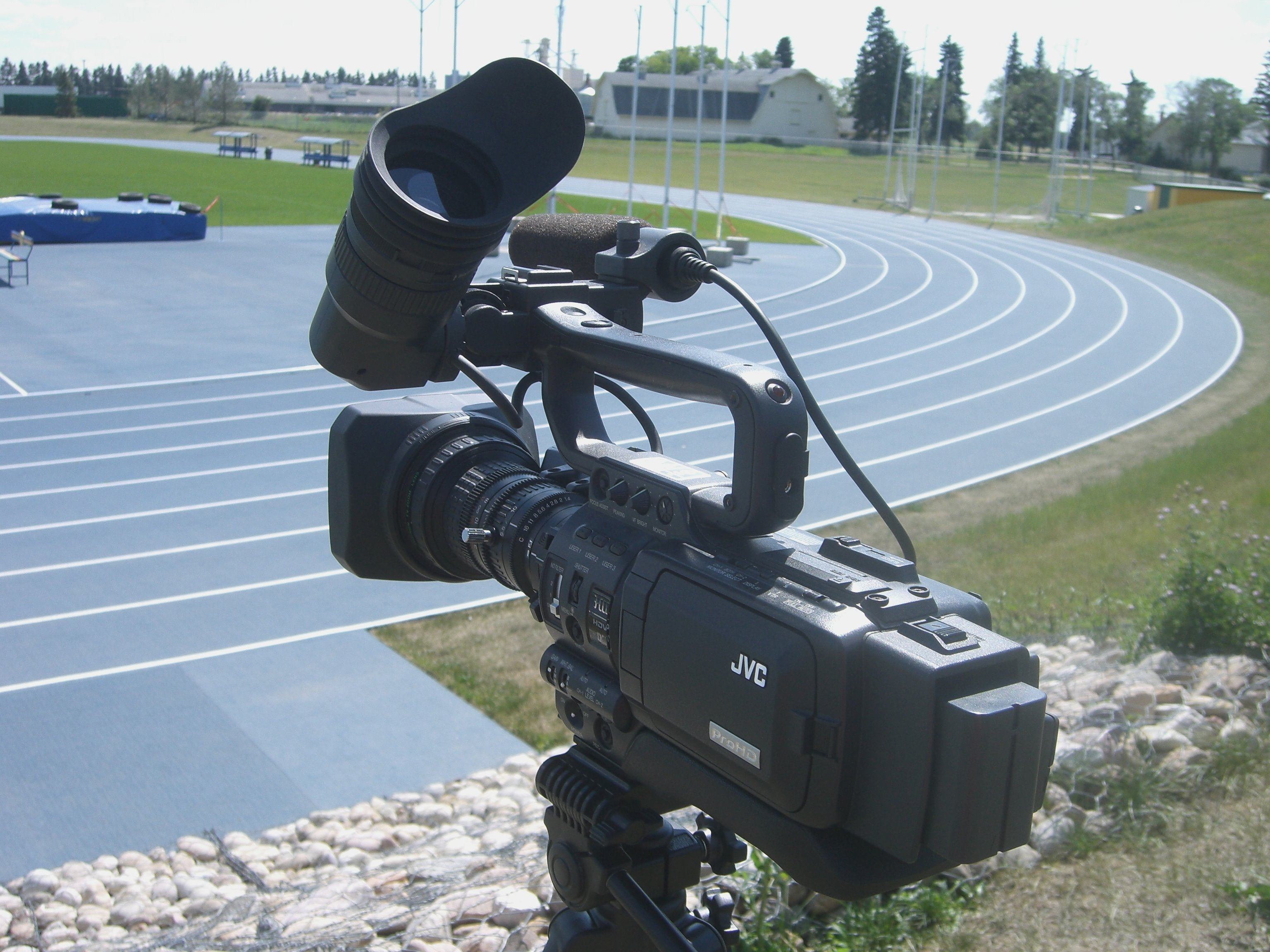
JVC HDV

## Toepassingen
Behalve de mogelijkheid tot filmen het bewerken van hd-materiaal, zijn beveiligingscamera's vaak in HD-formaat.   